# Uncle Tupelo
Uncle Tupelo byla americká hudební skupina, která vznikla v Belleville ve státě Illinois roku 1987. Skupinu založili Jay Farrar, Jeff Tweedy a Mike Heidorn, později se ve skupině vystřídalo několik dalších hudebníků. První album nazvané No Depression skupina vydala v roce 1990 prostřednictvím hudebního vydavatelství Rockville Records a jeho producenty byli Sean Slade a Paul Q. Kolderie. Skupina později vydala tři další studiová alba, dvě u Rockville a poslední u Sire Records R.oku 1994 ukončila svou činnost. Někteří členové později založili kapelu Wilco, Jay Farrar skupinu Son Volt.

## Diskografie
- No Depression (1990)
- Still Feel Gone (1991)
- March 16–20, 1992 (1992)
- Anodyne (1993)